# 馬爾特什基夫齊
49°49′23″N 25°56′59″E / 49.82306°N 25.94972°E
馬爾特什基夫齊（羅馬化：Martyshkivtsi）是烏克蘭西部捷爾諾波爾州克列梅涅茨區拉尼夫齊市鎮的村莊，始建於1474年，面積0.91平方公里，2001年人口88，人口密度每平方公里97.2人。